# 百工
百工，指中国三国至南北朝前期以半奴隶身份被严格控制在官府手工业作坊中具有专门技能的匠户。
西汉时官办作坊中的劳动者主要是奴隶和刑徒。东汉末年大乱之后，各作坊被严重破坏，原匠户多半逃亡，劳动力缺乏。各国政府遂建立作场，加强对工匠的控制，使之固着在其专业上，这些匠户即被称为百工。
百工有家庭和独立的户籍，地位高于奴隶，但是低于一般平民而与士卒相等。他们不能自由被人雇用，也不能自由出售产品。其身份是世袭的。南北朝时，百工以伎作户的名称继续为官府作坊所控制。
孟子說：一日之所需，百工斯為備。
南北朝中期开始，百工制度逐步为番役制度所代替。按照北周的规定，工匠除每年两个月为官府作坊劳动（称“上番”）外，其余时间可以自由支配。隋唐时期，已经允许工匠纳资代役。之后，百工逐渐摆脱半奴隶的身份，成为基本具有完全市民权的和雇匠。和雇匠是中国古代官府雇佣的劳动者。
在中華民國，百工一詞的意思是受一般大眾尊敬的工匠。因此在台灣的報章雜誌新聞會常常見到百工一詞。